# 徐思
徐思（1998年1月24日—），是中國職業司諾克運動員。2016年8月，徐思在世界U-21司諾克錦標賽上，以6-5擊敗亞歷山大·烏爾森巴赫，奪得冠軍。這場勝利為他贏得為期兩年的世界司諾克巡迴賽參賽權，並展開其職業生涯。
他曾兩度打入排名賽的準決賽。第一次是在2017年印度公開賽上，以2-4敗給約翰·希金斯。第二次是在2024年國際錦標賽上，以6-9敗給丁俊暉。

## 外部連結
- Xu Si at snooker.org